# Sufian Allaw
Sufian Allaw (en árabe: سفيان العلاو‎; nacido en 1944) fue el exministro de petróleo de Siria.

## Temprana edad y educación
Allaw nació en Abu Kamal en la gobernación de Deir ez-Zor en 1944. Se licenció en ingeniería eléctrica y mecánica en la Universidad de Alepo en 1966.

## Carrera
Allaw trabajó como ingeniero en el establecimiento de telecomunicaciones sirio de 1966 a 1967. Luego fue nombrado director de inversiones de la instalación en el establecimiento general de la presa del Éufrates de 1967 a 1980. Se desempeñó como ingeniero en el ministerio de riego de 1980 a 1983 y en el primer ministerio de asuntos energéticos de 1983 a 1984. Se convirtió en viceministro de electricidad en 1984 y estuvo en el cargo hasta 2004. Se desempeñó como experto en la comisión estatal de planificación de 2004 a 2005 y en la Departamento de Energía de la Comisión Económica y Social de las Naciones Unidas para Asia Occidental en 2004.
Posteriormente fue nombrado ministro de Petróleo del gabinete encabezado por Mohammad Naji Otari el 11 de febrero de 2006. En abril de 2011, después de la reorganización del gabinete, mantuvo su cargo y también sirvió en el gabinete de Adel Safar. Su mandato como ministro de Petróleo finalizó el 9 de febrero de 2013, siendo reemplazado por Suleiman Al Abbas.

## Vida personal
Allaw está casado con Basmaa Allaw y tiene cinco hijos (Dr. Bassel Allaw, Dr. Bashar Allaw, Dr. Osama Allaw, Eng Ayman Allaw y Dr. Abeer allaw).